# Benoît Bourrust

a Compétitions nationales et continentales officielles uniquement.

Dernière mise à jour le 17 juillet 2015.
Benoît Bourrust, né le 16 juin 1985, est un joueur de rugby à XV français qui évolue au poste de pilier (1,84 m pour 126 kg).

## Palmarès

### En club
- Champion de France de Pro D2 : 2007
- Vice-champion de France de TOP 14 : 2010

### En équipe nationale
- Équipe de France -21 ans : 2 sélections en 2005-2006 (Angleterre, pays de Galles)
- Équipe de France -19 ans